# Argentona (kommun)
Argentona är en kommun i Spanien.   Den ligger i provinsen Província de Barcelona och regionen Katalonien, i den östra delen av landet, 500 km öster om huvudstaden Madrid. Antalet invånare är 11 914. Arean är 25,3 kvadratkilometer. Argentona gränsar till Mataró, Cabrera de Mar, La Roca del Vallès, Dosrius, Cabrils och Òrrius. 
Terrängen i Argentona är huvudsakligen kuperad, men åt sydost är den platt.